# 元麗
元 麗（げん れい、生没年不詳）は、北魏の皇族。字は宝掌。

## 経歴
済陰王拓跋小新成の子として生まれた。宗正卿・右衛将軍の位を受け、光禄勲となった。506年（正始3年）、秦州の屠各の王法智が州主簿の呂苟児を主に擁立し、建明元年と建元して、百官を置き、周辺の州郡を攻略した。涇州の陳瞻がまた人々を集めて王を自称し、聖明元年と建元した。元麗は使持節・都督・秦州刺史に任じられ、別駕の楊椿ともにこれらの反乱を討った。呂苟児が十数万の兵を集めて孤山に駐屯し、反乱軍の諸将が要所に拠って州城を包囲しようとした。元麗は出撃して、包囲の一角を破り、水洛に進軍した。反乱軍は迎え討ったが、元麗は夜襲して敗走させた。行秦州事の李韶が呂苟児を孤山に撃破し、勝利に乗じて三十里ほど追撃して、その父母妻子を捕らえ、反乱軍の王五人を斬った。反乱軍の諸将は相次いで投降し、諸城を包囲する兵はことごとく逃げ散った。呂苟児は反乱軍の王公三十数人を率いて元麗のもとに降った。楊椿がまた陳瞻を斬った。元麗は反乱平定のどさくさに、700人あまりの良民を掠奪して私有した。宣武帝は元麗の戦功を讃えて、官憲も元麗の違法行為を取り調べなかった。
元麗は雍州刺史に任じられたが、その統治は苛酷で、官吏や民衆は苦しんだ。元麗の妻の崔氏が男子を産むと、元麗は州で死刑および徒刑・流刑に相当する罪で獄中にあり、まだ執行されていない者を一時的に放免した。冀州刺史に転じ、入朝して尚書左僕射となった。元麗が冀州で多数の道人を殺した件について帝が問いただしたところ、元麗は「臣は冀州で道人二百人ばかりを殺しましたが、どうして多いと言われるのでしょう」と答えたので、帝はあきれて元麗に罰を与えた。死去すると、諡は威といった。

## 妻子

### 妻
- 崔氏

### 子
- 元顕和（司徒記室参軍、徐州安東府長史となる、徐州刺史元法僧が叛くと、これと戦って捕らえられ、屈服せず殺された）
- 元挺（光州刺史）

## 伝記資料
- 『魏書』巻19上 列伝第7上
- 『北史』巻17 列伝第5